# Max Fiedler
Max Fiedler (21 de Dezembro de 1859 - 1 de Dezembro de 1939) foi um maestro e compositor clássico alemão.
Nasceu August Max Fiedler em Zittau, Alemanha, e estudou piano e condução em Leipzig e no Conservatório de Hamburgo. Enquanto jovem ele conduziu Sinfonias de Brahms na presença do compositor que parece ter aprovado a execução de Fiedler. Em 1904 ele foi nomeado o diretor musical da Orquestra Filarmônica de Hamburgo. Ele também conduziu a Orquestra Sinfônica de Londres, em 1907. Fiedler, em 1908 partiu para os Estados Unidos onde se tornou diretor musical da Orquestra Sinfônica de Boston. Em 1912 regressou a Alemanha, conduzindo em Essen até 1933.
Suas composições incluem uma sinfonia, overture, quarteto de cordas e peças e músicas para pianos. 
Fiedler morreu em Estocolmo, Suécia. 